# Go the Fuck to Sleep
Go the Fuck to Sleep (vertaald in het Nederlands als: Ga nu slapen! troostboek voor wanhopige ouders) is een boek geschreven door Adam Mansbach en geïllustreerd door Ricardo Cortés. Beschreven als een "kinderboek voor volwassenen" bereikte het een maand voor uitgave de eerste plaats op Amazon.coms bestsellerlijst, dankzij een onbedoelde viralemarketingcampagne waarin boekverkopers pdf-exemplaren van het boek via e-mail doorstuurden.

## Achtergrond
Toen Adam Mansbachs dochter Vivien twee jaar oud was duurde het twee uur voor ze in slaap viel. Uitgeput en verbitterd plaatste Mansbach op een nacht een bericht op Facebook: "Kijk uit naar mijn aanstaande kinderboek, Go the — to Sleep". Mansbachs vrienden reageerden enthousiast op het bericht, wat voor hem aanleiding was om wat eerst een hypothetisch boek was ook daadwerkelijk te gaan schrijven. De illustraties liet Mansbach verzorgen door Ricardo Cortés en hij benaderde Akashic Books om het boek uit te geven.
Go the Fuck to Sleep werd onderworpen aan een onbedoelde viralemarketingcampagne toen pdf-exemplaren van het boek, vermoedelijk kopieën van manuscripten die naar verschillende boekverkopers gestuurd waren, verspreid werden via e-mail. Hoewel het boek gepland stond om in oktober 2011 te worden uitgegeven stond het tegen het einde van april al op de tweede plaats van Amazon.coms bestsellerlijst en op 12 mei stond het op nummer 1. De uitgavedatum werd daarom vervroegd naar juni en de uitgever verhoogde het aantal exemplaren voor eerst uitgave naar 150 000. De uitgever – Akashic books – die sociale media erkent als een belangrijk middel voor het populariseren van het boek, probeert nu piraterij van het boek te voorkomen. Canongate Books kocht de rechten voor het Verenigd Koninkrijk en het Gemenebest van Naties. De filmrechten werden verkocht aan 20th Century Fox.
Audible.com publiceerde een gesproken versie van Go the Fuck to Sleep, ingesproken door Samuel L. Jackson. De cd heeft een totale speelduur van iets meer dan 7 minuten, inclusief een onverkorte lezing van het boek door Jackson, een korte inleidende monoloog waarin Jackson vertelt waarom hij besloot het boek in te spreken en plusminus 2 minuten aan juridisch materiaal (auteursrechtennotificaties en dergelijke).

## Inhoud en reacties
The cats nestle close to their kittens now.
The lambs have laid down with the sheep.
You're cozy and warm in your bed, my dear
Please go the fuck to sleep.
Go the Fuck to Sleep is geschreven als een "kinderboek voor volwassenen". Hoewel het enerzijds de schrijfstijl van klassieke verhaaltjes voor het slapengaan heeft, bevat het ook gevloek van ouders als commentaar op de trucs die Mansbachs dochter gebruikt om niet naar bed te hoeven gaan.
Positieve eerste reacties op de Facebookberichten gingen gepaard met positief commentaar van recensenten. Macy Halford, schrijfster voor The New Yorker, zei over het boek: "het boek is supergrappig, en de kunst, door Ricardo Cortés, is lief op een perverse manier, zo lief en oprecht dat het me in elkaar deed krimpen." Enkele recensenten gaven commentaar op basis van eigen ervaring. Zo ook Sarah Western Balzer van Here Is The City. Na het citeren van een strofe waarin de ouder op de vermeende dorst van het kind reageert ("I know you're not thirsty. That's bullshit. Stop lying. / Lie the fuck down, my darling, and sleep.") zegt ze: "Het gaat iets te lang door, en tegen het einde is hij zelfs een beetje razend. Maar ja, een twee- of driejarige naar bed brengen kan ook wel (fucking) frustrerend zijn."

## Culturele relevantie
Volgens Mansbach zijn de frustraties waarover hij schreef "niet toegestaan om over te praten. We zijn niet helemaal eerlijk omdat we geen slechte ouders willen zijn." Macy Halford zei dat deze frustratie met name bij moderne ouders een bepaalde reactie uitlokt:
Wat de oorzaak ook is, het is zeker zo dat we, net als alle ouders voor ons, geïrriteerd raken wanneer we geconfronteerd worden met een kind dat weigert te gaan slapen. Maar in plaats van het kind in het donker achter te laten en het te vertellen dat hij zelf mag weten of het gaat slapen of wakker blijft, maar dat het wel in bed blijft tot het morgen is (denk aan Proust bij de opening van Swann's Way), blijven we, lezen we het voor, zingen en leiden het af met wervelende nachtverlichting totdat het besluit dat het wil gaan slapen, terwijl we al die tijd bij onszelf denken, Ga in godsnaam slapen (Go the fuck to sleep, red.) kind.
Volgens Mark Rotella, redacteur van Publishers Weekly (en vader van twee), is dit een van die boeken "die minder serieus zijn over het opvoeden van je kind. Ze helpen ouders een stap terug te doen en een beetje om zichzelf te lachen ... Het is meer een opvoedboek voor wanneer de ouder ontroostbaar en gefrustreerd is in het midden van de nacht." Uitgeverij Canongate beschreef het boek op eenzelfde manier als een boek voor ouders: "Dit boek registreert op een perfecte manier de bekende en onuitgesproken beproevingen van het naar bed brengen van je kind. In het proces opent het een gesprek over opvoeden, hoe charmant en frustrerende het ook kan zijn, en echoot een glimp van solidariteit met vermoeide ouders over de hele wereld."

## Kritiek
De directeur van Macmillan Children's Publishing ziet het boek als een parodie op Macmillans boek It's Time to Sleep, My Love van Eric Metaxas en Nancy Tilman: "Met uitzondering van het gevloek heeft het boek hetzelfde soort melodie als dat van Eric, en de tekenstijl is dezelfde als die van Nancy." Beide boeken bevatte sterk gelijkende afbeeldingen van slapende tijgers. "Ik heb verschillende gevoelens bij dit boek omdat het voor mij gaat over de integratie van vulgariteit in de Amerikaanse cultuur", zegt Mataxas. "Het is grappig, maar gewoon verkeerd ... Onschuld wordt steeds doorgeprikt, bespot, en als je iets echt, echt heel moois hebt als een slaapliedje bedroeft het me dat we het moeten omzetten in een grap ... Gaan mensen nu naar mijn boek kijken, en zal het hun vermogen om te genieten van wat ik heb geschreven vervuilen?"
In juli 2011 publiceerde MensHealth.com een repliek op het boek: een parodisch gedicht met opvoedkundig advies geschreven vanuit het perspectief van een kind met als titel Get the F**k Out of My Room.

## Alternatieve versie
Mansbach schreef ook een gezinsvriendelijke versie van het boek genaamd Seriously, Just Go To Sleep. In tegenstelling tot Go the Fuck to Sleep is Seriously, Just Go To Sleep wel een echt kinderboek bedoeld voor ouders om aan hun kinderen voor te lezen, en het gevloek is vervangen door een uitdrukking van frustratie op een manier die voor alle leeftijden geschikt is. Bijvoorbeeld, de strofe over het dorstige kind werd veranderd van "I know you're not thirsty, that's bullshit. Stop lying. Lie the fuck down, my darling and sleep" naar "I know you're not thirsty. You just had a drink. Stop goofing around now, and sleep."